# Wandereisen-Holzschnitte von 1523

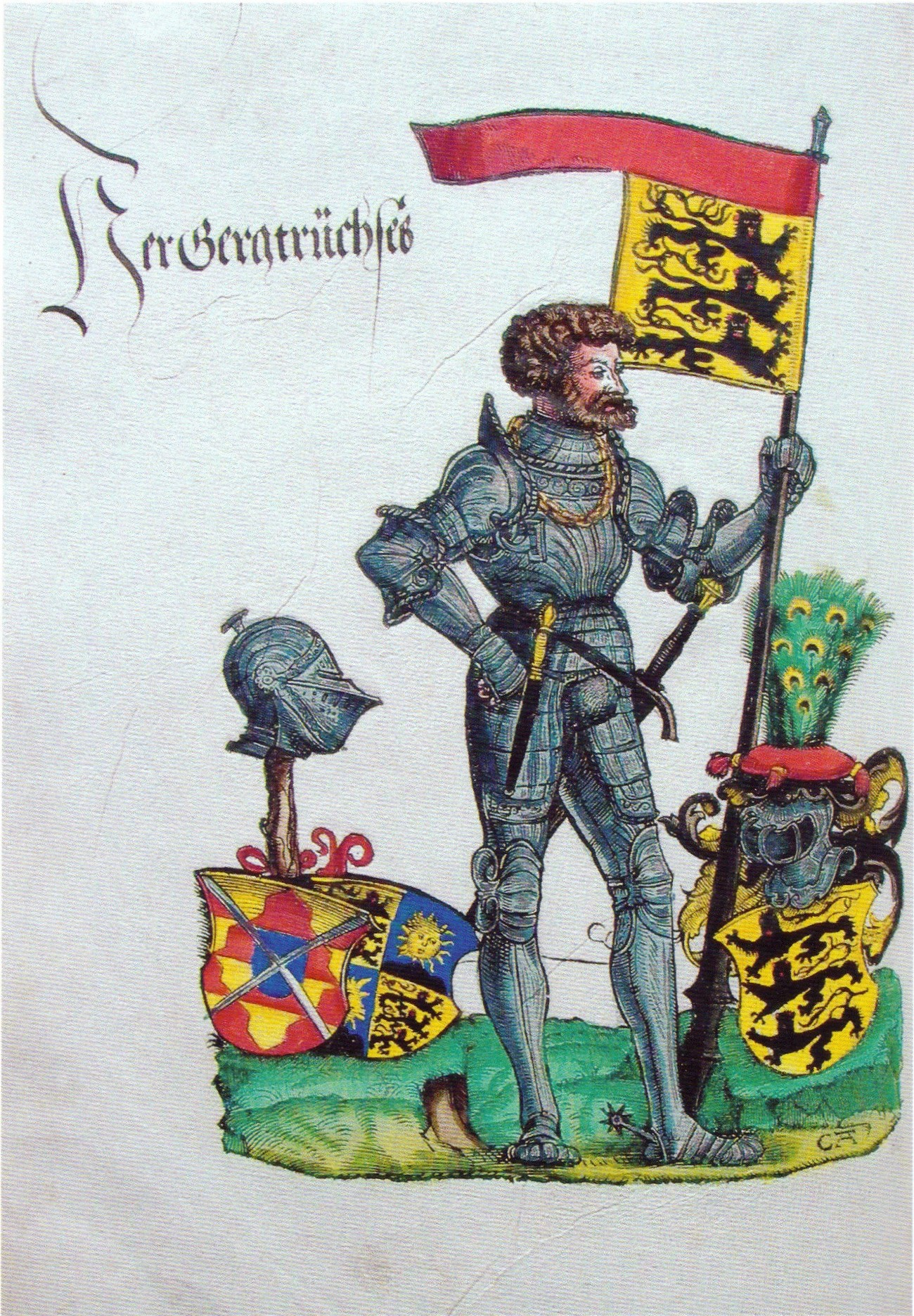
Georg Truchsess von Waldburg-Zeil auf einem kolorierten Holzschnitt von Hans Burgkmair d. Ä.

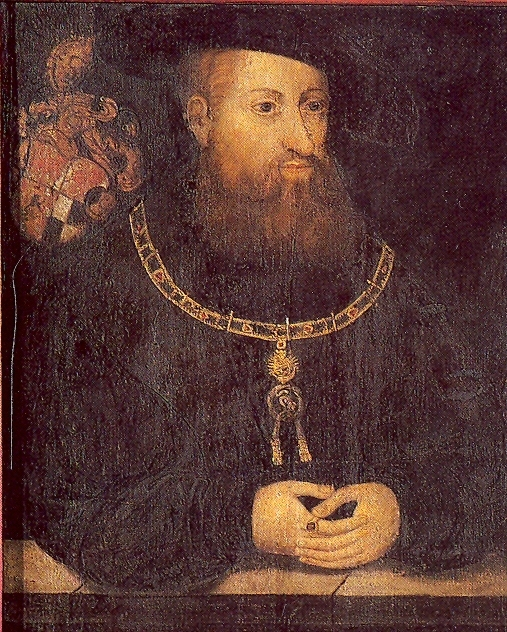
Porträt des Markgrafen Kasimir

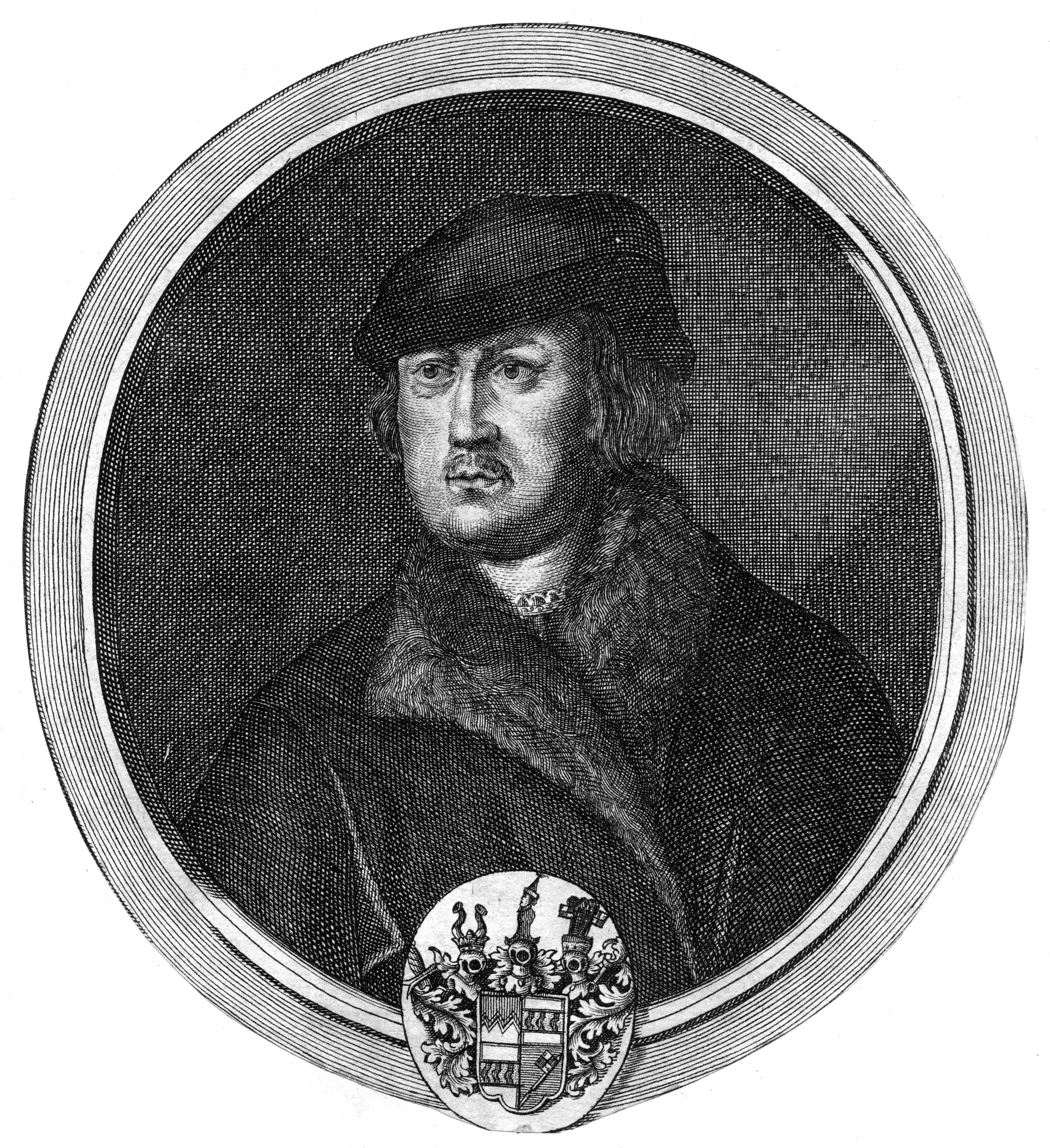
Konrad II. von Thüngen, Fürstbischof von Würzburg 1519–1540, Kupferstich von Johann Salver (um 1670–1738)

Die Wandereisen-Holzschnitte von 1523 umfassen 23 Holzschnitte des Kriegsberichterstatters Hans Wandereisen. Im Jahr 1523 zerstörten die in ihrer Stärke deutlich überlegenen Truppen (10.000 Soldaten und 1.000 Reiter mit 100 Büchsen, 22 Kanonen und 900 Pfund Schwarzpulver) des Schwäbischen Bundes, der aus fränkischen und schwäbischen Reichsständen bestand, insgesamt 23 sogenannte Raubnester, deren Besitzer dem Hans Thomas von Absberg bei der Entführung und Lösegelderpressung von vorwiegend Nürnberger und Augsburger Kaufleuten bis hin zu kaiserlichen Diplomaten geholfen hatten.
Georg Truchsess von Waldburg-Zeil war Oberbefehlshaber des Schwäbischen Bundes, Hauptmann der berittenen Truppen war Rudolf von Ehingen und Hauptmann des Fußvolkes Jakob von Wernau. Um den einfachen Leuten, die meistens nicht lesen konnten, von den Erfolgen zu berichten, reiste Hans Wandereisen mit und fertigte Holzschnitte von den brennenden Burgen an.
Diese sind für die Heimatforschung heute bedeutend, da sie den Zustand der Burgen darstellen, bevor einige gesprengt wurden, um eine Rückkehr der Eigentümer zu verhindern. Die Ereignisse werden auch als Teil des Fränkischen Krieges bzw. der Absberger Fehde bezeichnet.
Die Holzschnitte sind in drei Fassungen bekannt. Zusammengestellt als Burgenbuch werden sie heute im Germanischen Nationalmuseum in Nürnberg aufbewahrt. Ebenfalls im Germanischen Nationalmuseum befinden sich unbemalte Holzschnitte (abgebildet bei 2, 14–18). Die hier gezeigten nachträglich kolorierten Holzschnitte sind Teil eines Burgenbuches der Staatsbibliothek Bamberg. Das Burgenbuch in Bamberg ist vermutlich erst einige Jahre nach 1523 entstanden. Die Beschriftungen der einfarbigen und der farbigen Holzschnitte weichen in kleineren Details, wie der Schreibweise, voneinander ab.

## Liste der Holzschnitte von 1523
Die nachfolgende Liste zeigt die Stationen des Zuges des Schwäbischen Bundes. Trotz vereinzelter chronologischer Unstimmigkeiten im Ablauf wurde die Reihenfolge der Bilder nach ihrer Originalbeschriftung beibehalten.

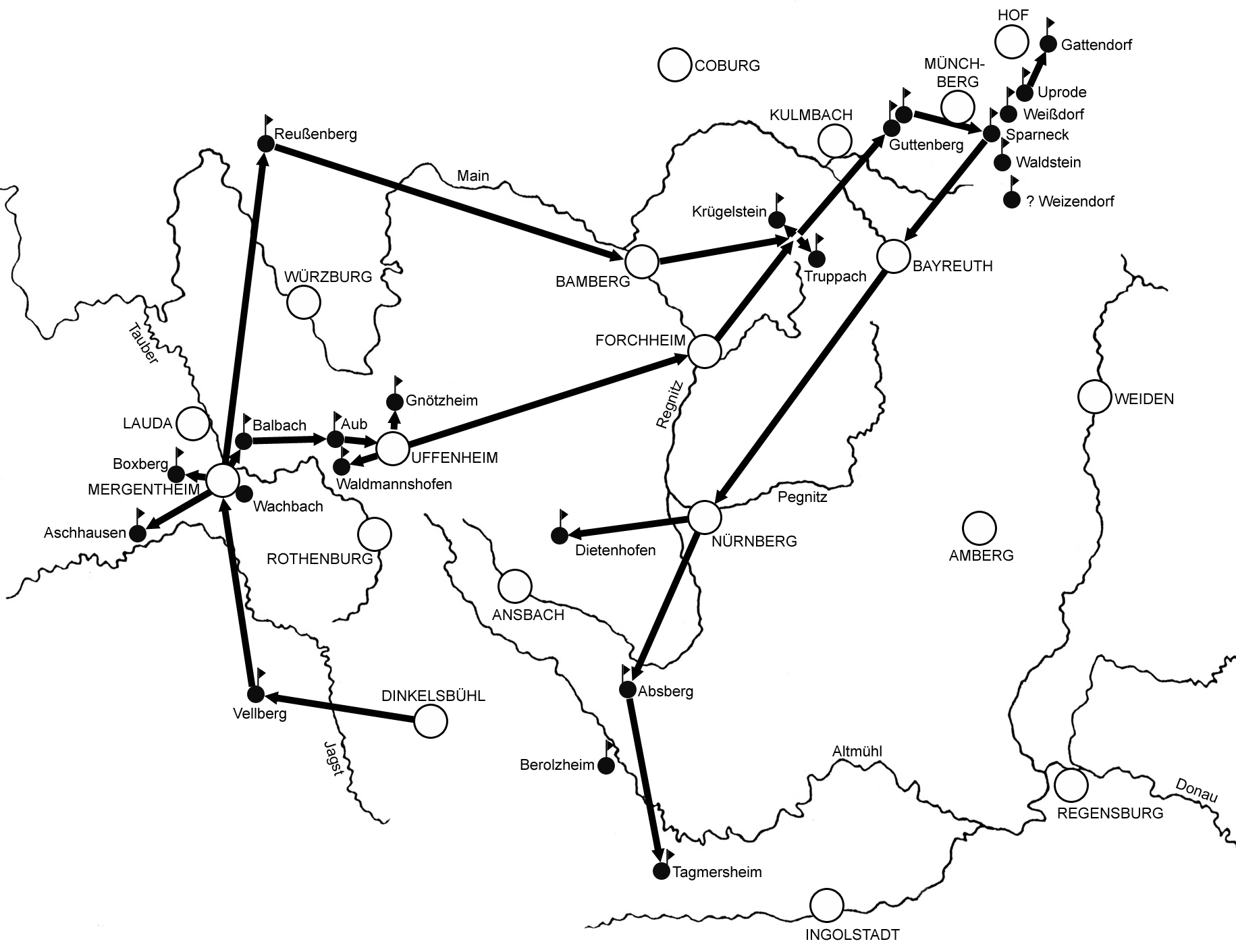
Marschroute des Schwäbischen Bundes bei der Strafexpedition von 1523

Das Heer des Schwäbischen Bundes unter dem Kommando von Georg Truchseß von Waldburg nahm Anfang Juni 1523 Aufstellung in Dinkelsbühl und setzte sich in Marsch, so dass es bereits am 11. Juni die Burg Vellberg (1) erreichte und bei Mergentheim sein Lager aufschlug. Die darauf folgenden Burgen (2–8) befinden sich alle im Süden von Würzburg und waren damit im Ritterkanton Odenwald gelegen. Fürstbischof des Hochstiftes Würzburg war zu diesem Zeitpunkt Konrad II. von Thüngen, der auch im Bauernkrieg auf die Hilfe des Bundes angewiesen war. Die Zerstörung der Burgen dauerte vom 12. Juni bis zum 24. Juni. Am 22. Juni lagerte das Heer bei Uffenheim, am 24. Juni bei Forchheim. Während eine Abordnung ausgesandt wurde, am 26. Juni die Reußenburg bei Bonnland zu sprengen, bewegte sich das Hauptheer weiter durch das Bamberger Land unter Fürstbischof Weigand von Redwitz und lagerte am 28. Juni bei Haßfurt.
Am 1. Juli wurden Truppach und Krögelstein (10, 11) in der Fränkischen Schweiz (gelegen im Ritterkanton Gebürg) eingenommen und wenige Tage später in Brand gesetzt, das Heer bezog am 2. Juli Quartier beim benachbarten Hollfeld. Ein schwelender Konflikt mit Amtmann Konrad Schott von Schottenstein auf der Burg Streitberg bei Streitberg eskalierte nicht. Am 7. Juli lagerte das Heer bei Marktleugast und brannte die beiden Burgen Alt- und Neuguttenberg (12, 13) am darauffolgenden Tag nieder. Eine Abordnung, die ihr Lager in Sparneck aufgeschlagen hatte, zerstörte am 10. Juli Burg Gattendorf (16), während alle weiteren nahe beieinander gelegenen Sparnecker Burgen bis zum 12. Juli (14, 15, 17, 18, 19?) zerstört wurden. Ein weiterer Sitz der Sparnecker, Schloss Stockenroth, war bereits vorher abgebrannt und nur aus diesem Grund kein Ziel des Bundes geworden. Der Adelssitz der Wirsberger in Glashütten wurde nicht angegriffen, obwohl Hans Thomas von Absberg auch dort Gefolgsleute hatte. Ebenfalls nicht angegriffen wurde Burg Nordeck, Sitz des Bamberger Amtmanns Jörg von Wildenstein, obwohl dort der Nürnberger Kaufmann Balthasar Baumgartner 1522 gefangen gehalten wurde. Die Burg wurde drei Jahre später im Bauernkrieg endgültig zerstört.
Entgegen der Politik seiner Vorgänger, die wie Albrecht I. Achilles räuberische Übergriffe seiner Vasallen gegenüber Kaufleuten der eher opportunistischen Reichsstadt Nürnberg förderten, bezog Markgraf Kasimir aus dem Hause Hohenzollern eine eher neutrale Position. Die Notwendigkeit der Sicherung des eigenen Gebiets zeigt sich in der Wartordnung von 1498. Kasimir war in der Vergangenheit selbst ein Hauptmann des Bundes gewesen. Als sich in der Fünften Einungsperiode die Interessendurchsetzung Nürnbergs abzeichnete, erneuerte Kasimir 1522 seine Mitgliedschaft im Bund nicht. Verschiedene angegriffene oder bedrohte Ritter wandten sich in Schreiben an den Herzog von Sachsen Johann, er schaltete sich jedoch nicht in den Konflikt ein. Anfänglich war vom Bund eine Einmischung durch den Schweinfurter Einungsadel oder auch durch den verbannten Herzog Ulrich von Württemberg befürchtet worden, der systematische Kriegszug gegen die Rittersitze stieß jedoch zu keinem Zeitpunkt auf nennenswerte Gegenwehr. Angesichts der gewaltigen Übermacht waren alle wegen der Raubzüge gesuchten Ritter geflohen.
Am 17. Juli erreichte das Heer schließlich Nürnberg und zog in einer Siegesparade durch die Stadt. Zuvor war bereits etwa die Hälfte des Heeres aufgelöst worden. Eine sich weiter verkleinernde Truppe zog bis zum 22. Juli gegen vier weitere Burgen westlich und südlich von Nürnberg (20–23) im Ritterkanton Altmühl. Am 25. Juli meldeten sich auch die letzten Augsburger Söldner zurück.

### Burg Vellberg
|  | Holzschnitt |  | Transkript                                                                                       |  | Standort und Hintergründe |
|  | ----------- |  | ------------------------------------------------------------------------------------------------ |  | --- |
|  |             |  | I. Velberg / ligt ein meyl von Schwebischen Hall. Ist Wilhalms thayl abgebrochen vom Bunt. 1523• |  | Die Burg Vellberg nahe Schwäbisch Hall war eine Ganerbenburg mit Besitz der Familie Vellberg. Sie wurde am 11. Juni von einer Abordnung um den Vellberger Teil abgebrochen. Wilhelm von Vellberg baute ihn in den Jahren 1543 bis 1546 wieder auf. |

### Burg Boxberg
|  | Holzschnitt |  | Transkript |  | Standort und Hintergründe |
|  | ----------- |  | --- |  | --- |
|  |             |  | II. Bocksperg bey Lauda gelegen hat hanns thoman / hans melchior / hans ulrich / all rosenberger zu gehort / ist am .XIIII. tag Junj vom Bunt eingenome(n) / am .XV. tag v(er)bre(nn)t |  | Die Burg Boxberg (in Boxberg) im Besitz der Familie von Rosenberg wurde am 14. Juni besetzt und einen Tag später gesprengt. Die Burg war bereits 1470 schon einmal wegen der Raubzüge der Rosenberger von Kurmainz, Kurpfalz und dem Hochstift Würzburg zerstört worden. Sie wurde anschließend in ein pfälzisches Lehen umgewandelt. Im Kampf gegen den geächteten Melchior von Rosenberg 1523 fiel der Besitz an die Pfalz zurück. Nachdem Albrecht von Rosenberg 1547 nochmals seine Ansprüche auf Boxberg durchgesetzt hatte, wurde der Besitz 1561 endgültig an die Pfalz verkauft. |

### Untere Burg Unterbalbach
|  | Holzschnitt |  | Transkript |  | Standort und Hintergründe |
|  | ----------- |  | --- |  | --- |
|  |             |  | III. Balbach Bey Morgatha gelegen / hat Rüd Sützelln zu gehort / Ist durch den Bunt/ am .XVII. tag Junij verbrant worde(n). 1523. |  | Die Untere Burg Unterbalbach (in Unterbalbach) im Besitz der Familie von Sützel wurde am 17. Juni niedergebrannt. Heute deutet fast nichts mehr auf diese Burg hin, allein ihr Standort kann in groben Zügen nachvollzogen werden. |

### Burg Aschhausen
|  | Holzschnitt |  | Transkript |  | Standort und Hintergründe |
|  | ----------- |  | --- |  | --- |
|  |             |  | IIII. Aschhausen am otten wald gelegen / hat Hanns Jorgen vonn Aschhausen zu gehort / Ist durch den Schwebischen Bundt / auff den .XIIII. tag Junj eingenomen und verbrent worden. 1523 |  | Die Burg Aschhausen (in Aschhausen) im Besitz des Hans Jörg von Aschhausen wurde am 14. Juni niedergebrannt. Erhalten blieb nur der Bergfried. Im 17./18. Jahrhundert erbauten die Äbte von Schöntal an der Stelle ein Jagdschloss, welches heute den Grafen von Zeppelin gehört. Der Holzschnitt zeigt die Burganlage brennend. Einer äußeren Umfassung folgt eine innere Mauer, durchsetzt mit Wehrtürmen. Dahinter befinden sich mehrere Gebäude und zwei größere Türme. Kleinere Gebäude und obere Stockwerke sind aus Fachwerk gefertigt. Am Hauptgebäude ist ein Wappen über dem Türstock und einem vorgezogenen Eingangsbereich zu sehen. Rechts und links im Bild sind Teile der Truppen des Schwäbischen Bundes zu erkennen. |

### Burg Wachbach
|  | Holzschnitt |  | Transkript |  | Standort und Hintergründe |
|  | ----------- |  | --- |  | --- |
|  |             |  | V. Wachbach/nit weyt vo(n) Bocksberg gelegen / hat Franz Rüden zugehort / ist am .XIIII. tag Junij vom Pundt eingenommen und verpren(n)t worden. |  | Die Burg Wachbach bei Bad Mergentheim im Besitz der Familie Rüdt von Collenberg wurde am 14. Juni niedergebrannt. Die Ruine wurde in der Folgezeit als Steinbruch verwendet, so dass heute nur Graben und Steinreste von der Burg zeugen. Das heutige Schloss Wachbach wurde Ende des 16. Jahrhunderts an anderer Stelle errichtet. Die brennende Burg Wachbach, umgeben von einem Wassergraben, ist zentrales Bildmotiv des Holzschnittes. Der Brand ist soweit fortgeschritten gezeichnet, dass im Hauptgebäude schwere Dachbalken zusammenbrechen. Neben dem Hauptgebäude ist noch ein Nebengebäude erkennbar. Die Burgmauer ist mit turmähnlichen Bauten durchsetzt. Ein zinnenbewehrter Turm steht an der Brücke, die den Eingang in die Burg bildet. Am gegenüberliegenden Ufer befindet sich ein weiteres Gebäude, das den Eingang schützt. Im Vordergrund des Bildes sind mehrere Gebäude des Dorfes zu sehen, es sind Fachwerkbauten, auffallend sind auch die detailliert dargestellten Zaunkonstruktionen. Teile des Heeres des Schwäbischen Bundes werden versteckt hinter einem Gebäude und hinter einem Hügel gezeigt, die zunächst nur durch ihre langstieligen Waffen auffallen. Abgebildet ist auch die bündische Fahne. |

### Stadt Aub
|  | Holzschnitt |  | Transkript |  | Standort und Hintergründe |
|  | ----------- |  | --- |  | --- |
|  |             |  | VI. Aub bey Kitzingen gelegen / ist der halbtayl von Cuntzen vom Reüssenberg / und der Truchsessen gewesen / eingenom(m)en / und umb M. flor. gepran(n)tschätzt |  | Die Stadt Aub im Besitz der Familien Rosenberg und der Truchseß von Baldersheim wurde am 19. Juni besetzt und um 1000 Gulden gebrandschatzt. Die Stadtansicht auf dem Holzschnitt kann noch heute in vielen Details der Stadtmauer mit ihren Wehrtürmchen und anderen markanten Gebäuden nachvollzogen werden. Aub hat sich bis heute einen von einem Mauerring umgebenen spätmittelalterlichen Stadtkern bewahrt. |

### Burg Waldmannshofen
|  | Holzschnitt |  | Transkript |  | Standort und Hintergründe |
|  | ----------- |  | --- |  | --- |
|  |             |  | VII. Walmershoffen – Bey Awe gelegen / hat Kuntz vo(n) Rosenberg zugehort. Ist auff denn .XXIII. tag Junj vom Bunt eingenome(n) un(d) verbrent •1523• |  | Die Burg Waldmannshofen (in Waldmannshofen) im Besitz der Familie Rosenberg wurde am 23. Juni niedergebrannt. Kunz von Rosenberg, der rechtzeitig geflüchtet war, begann kurz darauf mit dem Wiederaufbau der Burg. Er war dabei in erheblichem Umfang auf die Unterstützung seiner Untertanen angewiesen. Die Arbeiten dauerten von 1544 bis 1552. Die Burganlage wird als massiver Bau gezeigt, der nicht nur durch einen Wassergraben gesichert ist, sondern auch durch eine innere und eine äußere steinerne Umfassungsmauer, die auf beiden Seiten mit Wachtürmen durchsetzt ist. Dem Bereich vor dem Torhaus ist eine weitere Mauer mit einem weiteren Torhaus vorgesetzt. Auch dieser vorgelagerte Bereich ist zum Teil mit Wasser gefüllt, so dass man zum Betreten der Burg zwei Brücken überqueren muss. Das äußere Torhaus ist durch eine zusätzliche Etage aus Fachwerk aufgestockt. Das innere Torhaus trägt über dem Torbogen das Wappen der Rosenberger. Der Eingang gegenüber dem inneren Torhaus führt in ein erstes hohes Gebäude, rechts davon befindet sich das Haupthaus mit zwei Dachgiebeln, welches über einen gedeckten Verbindungsgang mit einem Turm verbunden ist. Der Turm ist nach oben verbreitert. Im Hintergrund ist noch ein weiteres kleines Gebäude erkennbar. Abgesehen von Haus und Turm sind Gebäude und die Wachtürme innerhalb des ersten Wassergrabens in den oberen Stockwerken aus Fachwerk gefertigt. Sofern die Wachtürme noch nicht durch Flammen verdeckt sind, laufen deren Dächer spitz zu und tragen eine Kugel. Alle Teile der Burg werden fast ausnahmslos brennend dargestellt, Dächer stehen in Flammen, Flammen züngeln ebenso aus den Fensteröffnungen. Die komplexe Burganlage füllt als Motiv den Holzschnitt aus, es befindet sich lediglich ein kleines Gebäude außerhalb der Mauern vorne rechts im Bild. Das Heer des Schwäbischen Bundes ist in zwei Teilen getrennt dargestellt. Die Reiterei mit einem auch regelmäßig in den anderen Holzschnitten wiederkehrenden Hauptmann befindet sich links im vorderen Bildbereich, die Fußtruppen und zwei berittene Ritter sind hinter der ersten Umfassungsmauer, die den Eingangsbereich zusätzlich abschirmt, versteckt angedeutet. |

### Burg Gnötzheim
|  | Holzschnitt |  | Transkript |  | Standort und Hintergründe |
|  | ----------- |  | --- |  | --- |
|  |             |  | VIII. Gnotzen hatt Cuntz von Rosenberg zue gehortt – bey Speckfeldt gelegen. Ist auff den .XIII. tag Junij vo(m) Pundt verpren(n)t. |  | Die Burg Gnötzheim (bei Martinsheim) im Besitz des Kunz von Rosenberg wurde am 23. Juni niedergebrannt. Der Holzschnitt ist die älteste Ansicht der Anlage. |

### Reußenburg
|  | Holzschnitt |  | Transkript |  | Standort und Hintergründe |
|  | ----------- |  | --- |  | --- |
|  |             |  | IX. Reyssenberg, ist Hans Jorg von Dinga haus.. II. meyl vo(n) würtzburg gelegen / Ist zerrissen worde(n) vom Bundt. am .XXVI. tag Junj. un(d) haben Jörg / Eustachius un(d) Casper von dinga teyl daran gehabt. 1523 |  | Die Reußenburg bei Höllrich in der Nähe von Hammelburg befand sich im Besitz der Familie Thüngen. Nach der teilweisen Zerstörung am 26. Juni durch den Bund stürmten 1525 im Bauernkrieg die Bauern die Anlagen und vernichteten sie vollständig. Die Burg wurde nicht wieder aufgebaut, zumal sie an strategischer Bedeutung verloren hatte und einer modernen Kriegsführung nicht mehr lange standgehalten hätte. |

### Burg Truppach
|  | Holzschnitt |  | Transkript |  | Standort und Hintergründe |
|  | ----------- |  | --- |  | --- |
|  |             |  | X. Trupach bey Holfeldt gelegen. Hat Wolffheinrichen von Auffsass zugehort. Und ist am Vierten tag Julij vom Pundt verpre(nn)t worden. Anno. M. D. XXiii. |  | Der kleine Ort Truppach, heute Teil von Mistelgau, verfügte über zwei Adelssitze, darunter die 1523 zerstörte Burg Truppach. Der Ansitz des Wolf Heinrich von Aufseß wurde am 4. Juli zerstört, bereits ein Jahr später begann der Wiederaufbau. In baulich zum Schloss umgewandelter Form besteht jenes Gebäude heute noch. Die Familie von Aufseß, mit Stammsitz Aufseß, war in der Fränkischen Schweiz (in der Quelle wird Hollfeld als Bezugsort genannt) reich begütert. |

### Burg Krögelstein
|  | Holzschnitt |  | Transkript |  | Standort und Hintergründe |
|  | ----------- |  | --- |  | --- |
|  |             |  | XI. Kriegelstain hat Jorgen von Gycht zu gehort / Ligt bey Hollfeldt. Ist auff den .IIII. tag Julij vom Bunt ein genome(n) und v(er)brent. 1523. |  | Burg Krögelstein, ebenfalls in der Nähe von Hollfeld gelegen, gehörte Georg Wolf von Giech. Er war mit Ottilie von Absberg, der Schwester des Hans Thomas von Absberg, verheiratet. Seinem Schwager gewährte Georg Wolf häufig Unterschlupf auf der Burg, daher wurde sie am 4. Juli zerstört. Ein Wiederaufbau unterblieb. Von der ehemaligen Burg ist heute nur noch ein Schwibbogen mit drei Fensterschlitzen auf einem westlich der Pfarrkirche liegenden Dolomitfelsen vorhanden. Bei der Pfarrkirche handelt es sich um die ehemalige Burgkapelle, die allerdings bereits seit 1421 als Pfarrkirche genutzt wird. Der Holzschnitt zeigt die Burg auf Augenhöhe von ihrer ursprünglichen Eingangsseite her. Im Tal dahinter sieht man vereinzelte Fachwerkhäuser, die zum Teil an die für die Fränkische Schweiz typischen Felsformationen angebaut sind. Auf der linken Seite ist durch ein Kreuz und einen Gedenkstock der Bereich der Kirche angedeutet. Truppenteile des bündischen Heeres im Vordergrund bringen Brennmaterial in die Burg, die bereits in Flammen steht. Neben Landsknechten sind auch einige Hauptleute zu Pferd abgebildet. Die massive Burganlage zeichnet sich durch Fachwerk in den höheren Stockwerken aus. Der Turm ist mit vier erkerartigen Scharwachttürmen an seiner Spitze verziert. |

### Altguttenberg
|  | Holzschnitt |  | Transkript |  | Standort und Hintergründe |
|  | ----------- |  | --- |  | --- |
|  |             |  | XII.Altgutenberg sind •Hectors• Acharius Philippsen tayl / Am funfften tag Julij / ein genome(n) / un(d) auff den .VIII. tag vom Bundt verbrent. Ligt ein meylt wegs von Pollenbach. 1523• |  | Altguttenberg lag in der heutigen oberfränkischen Gemeinde Guttenberg im Landkreis Kulmbach. Sie war die Stammburg der Familie Guttenberg. Sie wurde nach 1523 wieder aufgebaut, wurde abermals im Bauernkrieg schwer beschädigt und nach dem Dreißigjährigen Krieg nicht wieder errichtet. |

### Neuguttenberg
|  | Holzschnitt |  | Transkript |  | Standort und Hintergründe |
|  | ----------- |  | --- |  | --- |
|  |             |  | XIII. Ain meylwegs von Kollmbach / ist Hectors / acharius / un(d) Philippsen tayl auff den funffte(n) tag Julij / vo(m) Schwebische(n) bunt eingenome(n) / un(d)auff den achte(n) tag baide Schloß v(er)brant 1523 |  | Neuguttenberg liegt auf einem Bergsporn, der sich über der Gemeinde Guttenberg erhebt, „eine Meile“ von Kulmbach entfernt. Sie wurde nach der Zerstörung vom 5. Juli von der Familie Guttenberg wieder aufgebaut. Mehrere Kriege zogen auch an dieser Burg nicht spurlos vorbei, so dass die heutige Schlossanlage, zuletzt wieder völlig neu aufgebaut nach einem Brand von 1908, nur wenige Hinweise auf die mittelalterliche Burganlage bietet. |

### Uprode
|  | Holzschnitt |  | Transkript |  | Standort und Hintergründe |
|  | ----------- |  | --- |  | --- |
|  |             |  | XIIII. Obrod ein Burgk hynderm Münchperg gelegen: hat Hansen und Sebastian von Sparneck zugehort. Ist auff den Eylfften tag Julii / vom Pundt verpren(n)t. Variante: XIIII Obrod ein Burg hinder dem Münchberg gelegen / hat Hannsen und Sebastian von Sparneck zugehört. Ist auff den Eyifften tag Julii / vom Pundt verbran(n)t. |  | Die Uprode war zum Zeitpunkt des Eintreffens des Heeres bereits stark beschädigt. Der Turm wurde am 11. Juli gesprengt. Der Regensburger Domherr Melchior von Sparneck, der mindestens Mitbesitzer der Burg war, wurde als Unbeteiligter nachträglich symbolisch entschädigt. Die Burg wurde nicht wieder aufgebaut. Als Bezugsort ist Münchberg angegeben, das angrenzende Dorf Oppenroth ist heute Teil der Gemeinde Weißdorf im oberfränkischen Landkreis Hof. Es war die erste von mindestens fünf Sparnecker Stammburgen, die den Niedergang des Geschlechts zumindest in ihrem Stammland herbeiführte, das seit Anfang des 13. Jahrhunderts in ihrem Besitz war. Wie auf dem Holzschnitt dargestellt, war der ursprüngliche Weg ansteigend und umrundete zunächst die Anlage. Eine Wagenladung Bulver wird hinaufgefahren, davor befindet sich die Reiterei samt Hauptmann und sinngemäß dem Weg folgend, stehen die Fußtruppen vor dem eigentlichen Eingang ins Burginnere. Als heutiger Besucher nähert man sich der Ruine auf einem ebenen Weg, der in der Bildperspektive von rechts käme. Der Turm brennt. Neben dem Turm sind Mauern zu sehen, die zum Hauptgebäude gehören. Die gesamte Anlage ist verhältnismäßig klein. |

### Waldsteinburg
|  | Holzschnitt |  | Transkript |  | Standort und Hintergründe |
|  | ----------- |  | --- |  | --- |
|  |             |  | XV. Waldstain hatt Wollffen und Christoffen von Sparneck zuegehort / Ligt .ij. meyl vom Hoff / Ist auff den .xi. tag Julij vom Bundt verbrandt wordenn. 1523. Variante: XV Waldstain hatt Wollffen und Christoffen von Sparneck zuegehort / Ligt ij meyl vom Hoff / Ist auff den Xi tag Juli vom Bunt verbran(n)t worden. |  | Die neuere Waldsteinburg (siehe auch Großer Waldstein), heute als Rotes Schloss bezeichnet, war eine der Stammburgen des Sparnecker Geschlechtes. Sie ist seitdem eine Ruine. Der Tag der Zerstörung ist der 11. Juli. Im Spanischen Erbfolgekrieg wurde lediglich eine Warte eingerichtet, deren Dach mit roten Schindeln gedeckt war. Ausgrabungen hat es bei dieser westlichen Burganlagen bislang nicht gegeben. Die Ostburg, die als ursprüngliche Wehranlage von den Sparneckern erbaut worden war, war in dieser Zeit schon verfallen. Karl Dietel hat seine dortigen Grabungen in den sechziger Jahren ausführlich dokumentiert. |

### Burg Gattendorf
|  | Holzschnitt |  | Transkript |  | Standort und Hintergründe |
|  | ----------- |  | --- |  | --- |
|  |             |  | XVI Gatendorf hat Gött von Sparneck zu gehört / Ligt ein Meyl vom Hoff. Ist vom Bunt am .X. tag Julj verbrent worden 1523 Variante: XVj Gatendorf hat Gött von Sparneck zugehört / Ligt eyn meyl vom Hoff / Ist vom Bundt denn X tag Julj verbran(n)t worden. |  | Die Burg Gattendorf, ebenfalls im Besitz der Sparnecker, wurde am 10. Juli von einer Abordnung niedergebrannt und ist seitdem Ruine. Die Gemeinde Gattendorf ist heute Teil des oberfränkischen Landkreises Hof. Als Bezugspunkt ist die Stadt Hof angegeben. Auf die erhaltenen Kellergewölbe wurde später ein zum Teil steinerner Kornspeicher aufgesetzt. Auch ein gefütterter Graben ist heute noch sichtbar. Der Holzschnitt zeigt die Burg etwa aus der Perspektive, wo sich heute das Barockschloss befindet. Der Hügel fällt u. a. in Richtung der Häuser rechts im Bild steil ab. Die Häuser, die zum Teil auch brennen, gehören zu Schlossgattendorf. Der Burganlage folgt nach einem aufgeschütteten Wall, ein Palisadenzaun und erkennbar durch die hölzerne Brücke auch eine Grabenanlage. Die Burgmauer umfasst in einer Rundform mindestens ein Hauptgebäude und eine Turmanlage. Der oberste Abschnitt des Turmes ist in Fachwerkkonstruktion gefertigt. Alle Teile der Burg stehen in Flammen. Über dem Eingang prangt das Wappen der Familie von Sparneck. Im Vordergrund des Bildes halten sich die Truppen des Schwäbischen Bundes auf, links Reiterei und rechts Fußtruppen, jeweils bewaffnet mit Spießen, in der Mitte zwei angespannte Kanonen. Die beiden begleitenden Reiter führen qualmende Stäbe mit sich, die zum Zünden der Kanonen dienen. |

### Burg Sparneck
|  | Holzschnitt |  | Transkript |  | Standort und Hintergründe |
|  | ----------- |  | --- |  | --- |
|  |             |  | XVII Sparneck. / Hat Wolff un(d) Christoff von Spaneck zu gehort / Ist am .x. tag Juli vom Bundt verbren(n)t. Unnd das ander hauß / so Wolffenn von Sparneck zu gehort / auch verbrent. 1523 Variante: XVii Sparneck / hat Wolff un Christoff von Sparneck zugehört. Ist am x tag Juli vom Bundt verbren(n)t. Und das ander hauß / so wolffen vo(n) Sparneck zu gehört / auch verbran(n)t. |  | Die Burg Sparneck (in Sparneck) ist die Stammburg und namensgebend für die Familie von Sparneck. Auf den Ruinen und einem Keller wurde später ein Amtshaus errichtet. Der Rittersitz im Zentrum von Sparneck wird auf dem Holzschnitt brennend dargestellt. Der Turm ist bereits zur Hälfte eingestürzt. Schwere Dachbalken fallen vom Hauptgebäude herab. Zum Hauptgebäude führen zwei hölzerne Brücken über den umliegenden Graben. Das rechteckige Gebäude zieren zwei erkerartige Türmchen. Ob es sich an der sichtbaren hinteren Ecke um ein weiteres Türmchen oder um ein hinter dem Schloss gelegenes weiteres Gebäude handelt, ist unklar. Die Häuser des Dorfes sind Fachwerkbauten, einige davon brennen. Durch das Bild ist im Hintergrund neben der Kirche Standort und Aussehen des Klosters Sparneck überliefert. Es ist vermutlich nur ein Dachreiter auf dem Kirchendach. Im Vordergrund stehen Zelte in verschiedenen Formen. Die bündischen Fahnen zeigen neben dem typischen Kreuz auch waagrechte Streifen. Das Lager, welches in Sparneck errichtet wurde, befand sich demzufolge auf dem gegenüber der Burg liegenden Hügel. Die Senke dazwischen ist als ursprünglich sumpfiges Gelände bekannt. Es sind nur wenige Personen des Bundes abgebildet. Die verschiedenen Drucke unterscheiden sich in einem Turmfenster, welches in den späteren Drucken, die Karl Freiherr von Reitzenstein im 18. Jahrhundert für seine privaten Forschungen anfertigen ließ, nicht abgebildet ist. Noch heute gibt es einen Wald bei Stockenroth an der Straße zwischen Sparneck und Münchberg, der als Schwabenholz bezeichnet wird. Laut einer Sage fanden dort die vom Waldstein geflohenen Gefangenen unter einer Brücke ihr Versteck vor ihren Verfolgern und konnten dann die mit den Raubrittern sympathisierenden Burgen verraten. |

### Wasserburg Weißdorf
|  | Holzschnitt |  | Transkript |  | Standort und Hintergründe |
|  | ----------- |  | --- |  | --- |
|  |             |  | XVIII Weisselstorff hatt Sebastian unnd Hanns von Sporneck zue gehortt – Ist auff den .xij. tag Julij vom Schwebische(n) Pundt verbren(n)t worde(n). Im jar .M.D.XXiij. Variante: XVIII Weisselstorff hatt Sebastian unnd Hanns von Sporneck zue gehortt – Ist auff den xij tag Juli vom Schwebischen Bundt verbran(n)t worden. |  | Die Wasserburg in Weißdorf, ebenfalls Stammgebiet der Familie von Sparneck, wurde nach der Zerstörung am 12. Juli wieder aufgebaut und hat seitdem diverse bauliche Veränderungen erfahren. Das ursprünglich quadratische Wohngebäude wurde seitlich erweitert und erhöht. Schrittweise wurde der wehrhafte Charakter zurückgebaut, so dass sich das Gebäude heute als barockes Landschloss zeigt. Die Orte Weißdorf (samt Uprode) und Sparneck liegen nur wenige Kilometer auseinander, ebenso die Waldsteinburg, die heute zum Markt Zell im Fichtelgebirge zählt. Der Holzschnitt zeigt die Wasserburg in Flammen aufgehen. Betroffen ist das Haupthaus, die Mauer mit den Wehrtürmen an den Ecken und die Toranlage. Die gegenüberliegende Uferseite des Wassergrabens ist mit spitzen Zaunpfählen bewehrt. Die Burganlage liegt in der Talmitte und ist nur von wenigen Fachwerkhäusern umgeben. Der Turm der Weißdorfer Kirche ist ebenfalls aus Fachwerk. Die Kirche scheint von einer massiven Mauer umgeben zu sein. Fußtruppen des Schwäbischen Bundes befinden sich in Bildmitte im Vordergrund, Reiter warten am linken Bildrand. Auf dem Bild ist die Frau des Sebastian von Sparneck mit einem Neugeborenen erkennbar. Sie ist beschriftet mit Keindel Beterin. |

### Burg Weytzendorf
|  | Holzschnitt |  | Transkript |  | Standort und Hintergründe |
|  | ----------- |  | --- |  | --- |
|  |             |  | XIX. Weytzndarff hat Sebastian unnd Hannsen von Sparneck zu gehort. Ist vom Schwebischenn bunt am XII. tag Junj verbrent. 1523 |  | Die Burg Weytzendorf, die ebenfalls der Familie von Sparneck zugeschrieben wird, gibt Forschern viele Rätsel auf. Trotz verschiedener Theorien konnte ihr Standort (z. B. Rittergut Bug bei Weißdorf oder Hallerstein) nicht zweifelsfrei geklärt werden, man vermutet sogar darin eine Fälschung, um eine weitere zerstörte Burg präsentieren zu können. Als Datum ist auf dem Holzschnitt fälschlicherweise der 12. Juni angegeben, es sei denn die Burg befand sich im Odenwald. Die Arbeit von Benker überprüft darüber hinaus noch ähnlich lautende Ortsbezeichnungen, wie Waizendorf bei Kulmbach, Waizendorf bei Bamberg, Weisendorf und den Namen Watzdorf – diesen fehlt aber allen der Bezug zu den Sparneckern. Durch die nachträgliche Kolorierung haben sich Fehler in der Bemalung eingeschlichen. Der „Weg“ am linken Bildrand kann eindeutig als Fluss identifiziert werden, da der Ablauf des Brunnens in diesen mündet. Außerdem wird darüber eine Brücke dargestellt. |

### Wasserburg Tagmersheim
|  | Holzschnitt |  | Transkript |  | Standort und Hintergründe |
|  | ----------- |  | --- |  | --- |
|  |             |  | XX. Thamarschaym hat Karolus Fraw von Otting jnngehabt. Ist auff den .XXII. tag Julij verbrent vom Schwebische(n) Bundt. 1523 |  | Die Wasserburg Tagmersheim (in Tagmersheim) im Besitz der Witwe des Karl von Thüngen aus der Familie von Otting wurde am 22. Juli niedergebrannt. Die Burg wurde nicht wieder aufgebaut, heute ist nur noch ein Graben sichtbar. Das Geschlecht der Otting starb 1578 im Mannesstamm aus. |

### Wasserburg Dietenhofen
|  | Holzschnitt |  | Transkript |  | Standort und Hintergründe |
|  | ----------- |  | --- |  | --- |
|  |             |  | XXI. Dyetenhofen hat Cuntzen von Rosenberg zu gehört/ Ist auff den .XXI. tag Julij vom Schwebische(n) Bunt verbrent. 1523. |  | Die Wasserburg Dietenhofen (in Dietenhofen), teilweise im Besitz des Kunz von Rosenberg, wurde am 21. Juli niedergebrannt. Sie wurde später wieder neu errichtet. Die Wasserburg Dietenhofen ist brennend gezeichnet. Am rechten Bildrand stehen einige Häuser des Dorfes mit Fachwerkkonstruktionen. Das Ufer des Wassergrabens ist mit einem Palisadenzaun gesichert. Ein flaches Eingangsgebäude ist der Brücke und dem Torhaus vorangestellt. Der Burghof wird mit seinen Umfassungsmauern im Grundriss als gleichschenkliges Dreieck dargestellt, an dessen Spitze sich das Torhaus befindet und an dessen beiden anderen Ecken massive breit gebaute Türme zu sehen sind. Im Hintergrund erheben sich zwei Gebäude, deren obere Stockwerke als Fachwerk gebaut sind. Zwischen den Gebäuden erhebt sich ein alles überragender Turm. Noch weiter im Hintergrund scheint sich auf einer Erhebung im Gelände ein weiterer Brandherd zu befinden. Das Heer des Schwäbischen Bundes ist im vorderen Bereich des Bildes postiert. Neben etlichen Reitern zu beiden Seiten sind einige Einzelpersonen besonders detailreich gezeichnet. Einer der Reiter hält eine quer gestreifte Truppenfahne. |

### Burg Absberg
|  | Holzschnitt |  | Transkript                                                                                              |  | Standort und Hintergründe |
|  | ----------- |  | --- |  | --- |
|  |             |  | XXII. Asperg hatt Herr Hanns Jorgen von asperg zu gehort / Ist verbrent vom Schwebischenn Bundt. •1523• |  | Die Burg Absberg (in Absberg) im Besitz der Familie Absberg wurde am 21. Juli niedergebrannt, auf dem Bild ist allerdings kein Datum angegeben. Sie ist die Stammburg der Familie von Absberg, zu der auch Hans Thomas von Absberg gehörte. |

### Burg Berolzheim
|  | Holzschnitt |  | Transkript                                                                             |  | Standort und Hintergründe |
|  | ----------- |  | -------------------------------------------------------------------------------------- |  | --- |
|  |             |  | XXIII. Berchtoltzhaym / hat Jorg vo(n) Emps inn gehabt / Ist vom bunt verbrent worden. |  | Die Burg Berolzheim (in Berolzheim) im Besitz der Familie Embs blieb entgegen der Abbildung, ebenso wie die Burg Rumburg bei Enkering im Besitz der von Absberg, verschont, weshalb auch kein Datum von Wandereisen genannt wird. |

## Aussagewert der Holzschnitte
Diese Holzschnitte sind für die Hälfte dieser kleinen Burganlagen, u. a. aller Sparnecker Burgen, die einzigen zeitgenössischen Bilder. Auch wenn sie diese erst zum Zeitpunkt ihrer Zerstörung zeigen, erlauben sie Rückschlüsse über das Aussehen und den Umfang der Befestigungsanlagen von 1523. Zahlreiche Burgen wurden nicht wieder aufgebaut und sind seitdem immer weiter verfallen. Nach den Untersuchungen von Thomas Steinmetz darf man weitestgehend von einer wirklichkeitsgetreuen Darstellung ausgehen.
Neben dem Hauptmotiv, der zerstörten Burg, sind auch Details der näheren Umgebung der Burg ausgeführt. Allerdings wurden Gebäude und markante Landschaftszüge perspektivisch enger zusammengerückt. Personen sind überdimensioniert dargestellt. Der Holzschnitt von Sparneck erlaubt aufgrund seiner Genauigkeit beispielsweise Aussagen über den Standort und das Aussehen von Kirche und Kloster oder auch über die Siedlungsstrukturen durch die Lage der Bauernhöfe der Umgebung.

## Fehlerquellen in der Darstellung

### Detailtreue der Wiedergabe
Die Arbeit von Thomas Steinmetz vergleicht die Bilder mit anderen überlieferten Quellen und dem heutigen Zustand des Burgengeländes. Dieser Vergleich ist dadurch erschwert, dass andere zeitgenössische Quellen zur Bausubstanz oft gar nicht existieren und zum Teil die heutigen Ruinen noch nicht ausreichend erforscht wurden. Die Bilder zeigen außerdem die Bauwerke durch Flammen verdeckt oder schon als zerstörte Trümmer. Die Werke von Wandereisen wurden offenbar unmittelbar nach dem Kriegszug gefertigt, wobei Skizzen als Vorlagen gedient haben dürften. Steinmetz stellt als reinen Übertragungsfehler die Wiedergabe des Aschhausener Bergfriedes als Rundturm statt als viereckigen Turm fest.

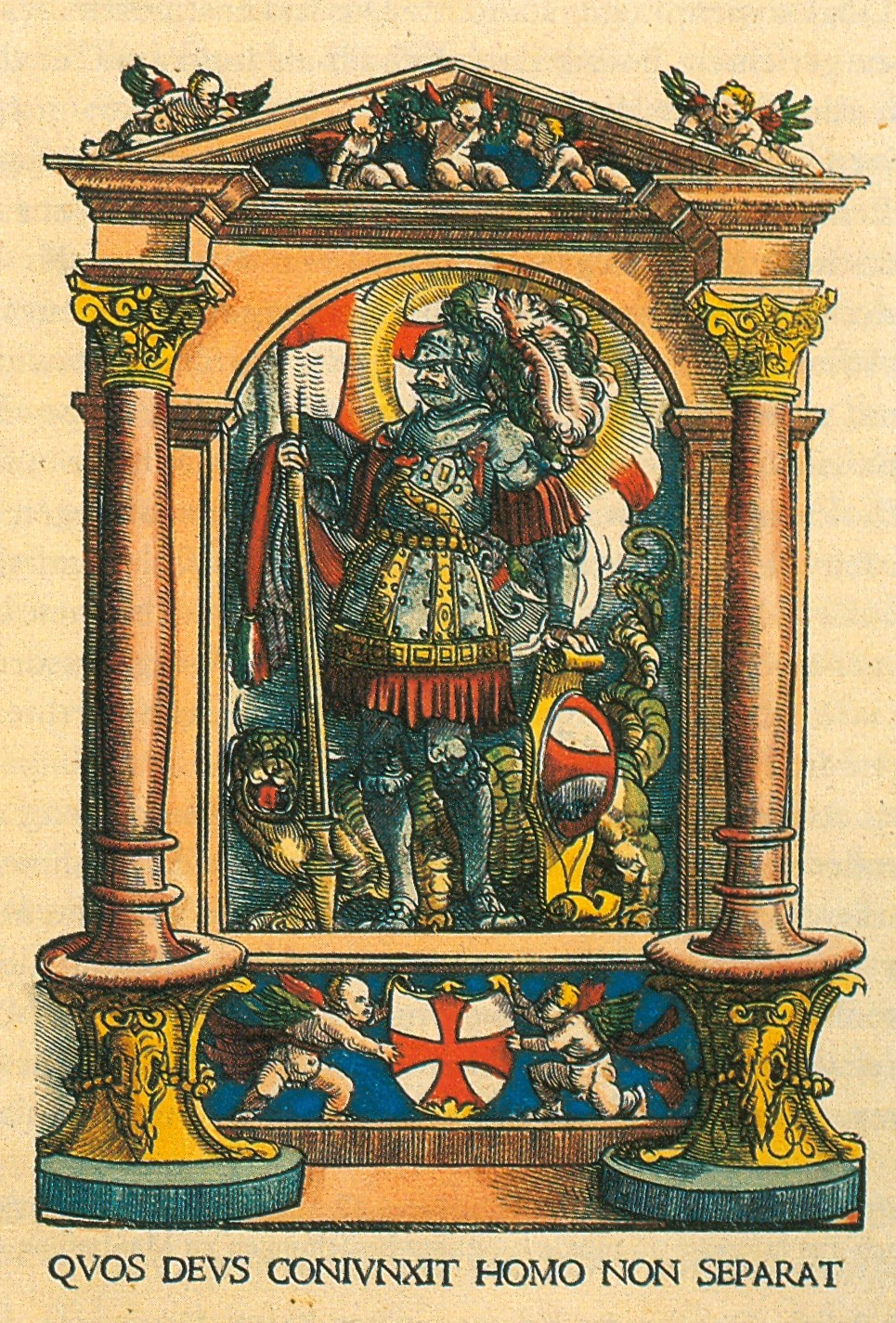
Wappenschild des Schwäbischen Bundes von 1522

### Propagandafunktion
Die Dokumentation durch Hans Wandereisen mit seinen Holzschnitten verfolgte auch einen propagandistischen Zweck. Aus diesem Grund wurden einige Gebäude stärker beschädigt dargestellt, als sie es eigentlich waren. Schloss Reußenberg und Schloss Berolzheim werden brennend abgebildet, obwohl hier vorausgehende Verhandlungen eine solche Zerstörung abwenden konnten. Für mehrere Burgen bedeuteten die tatsächlichen wie abgebildeten Zerstörungen allerdings das endgültige Aus als Wehranlage.
Die Burg Weytzendorf, deren Standort bis heute unbekannt ist, könnte gar aus Propagandazwecken erfunden worden sein. Für diese These spricht das Fehlen genauerer Aufzeichnungen der stattgefundenen Vorgänge. Auch das Datum auf dem Holzschnitt, der 12. Juni, ist mehr als unglaubwürdig, da die Truppen an diesem Tag noch nicht in der Nähe der Sparnecker waren und diese erst am 10. Juli erreichten. Gegen die These spricht, dass sich der Holzschnitt ungefähr mit dem Gelände der Anlage Bug bei Münchberg deckt. Auch könnte das Datum, wenn man annimmt, dass es der 12. Juli war, dafür sprechen, dass die Burg sich in der Nähe anderer Sparnecker Besitzungen befand, die in der Zeit vom 10. bis zum 12. Juli zerstört wurden.

### Nachträgliche Kolorierung
Die Holzschnitte sind für ein Burgenbuch der Staatsbibliothek Bamberg zur Steigerung ihrer Ausdruckskraft koloriert worden. Das exakte Alter der Kolorierung ist nicht bekannt, es wird allerdings vermutet, dass die Kolorierungen bereits unmittelbar nach den Ereignissen vorgenommen worden sind. Offenbar aus Ortsunkenntnis wurde teilweise bei der Bemalung das Blau für Bäche mit dem Braun für Wege vertauscht. Die Fahne des Schwäbischen Bundes, ein rotes Andreaskreuz auf weißem (heraldisch: silbernem) Grund, wird auch in inversen Farben abgebildet. Der Bund führt außerdem weitere Fahnen mit sich, die waagrecht gestreift sind und bei denen Weiß mit einem Gegenton mehrfach wechselt. Ihre Bemalung variiert zwischen Rot, Blau und Schwarz. Die unbemalten Drucke wurden oftmals als ursprüngliche Vorlagen der kolorierten Holzschnitte angenommen, sie wurden aber erst im 19. Jahrhundert zur Illustration des Werkes des Freiherrn von Reitzenstein angefertigt.

### Variationen aus späteren Jahrhunderten

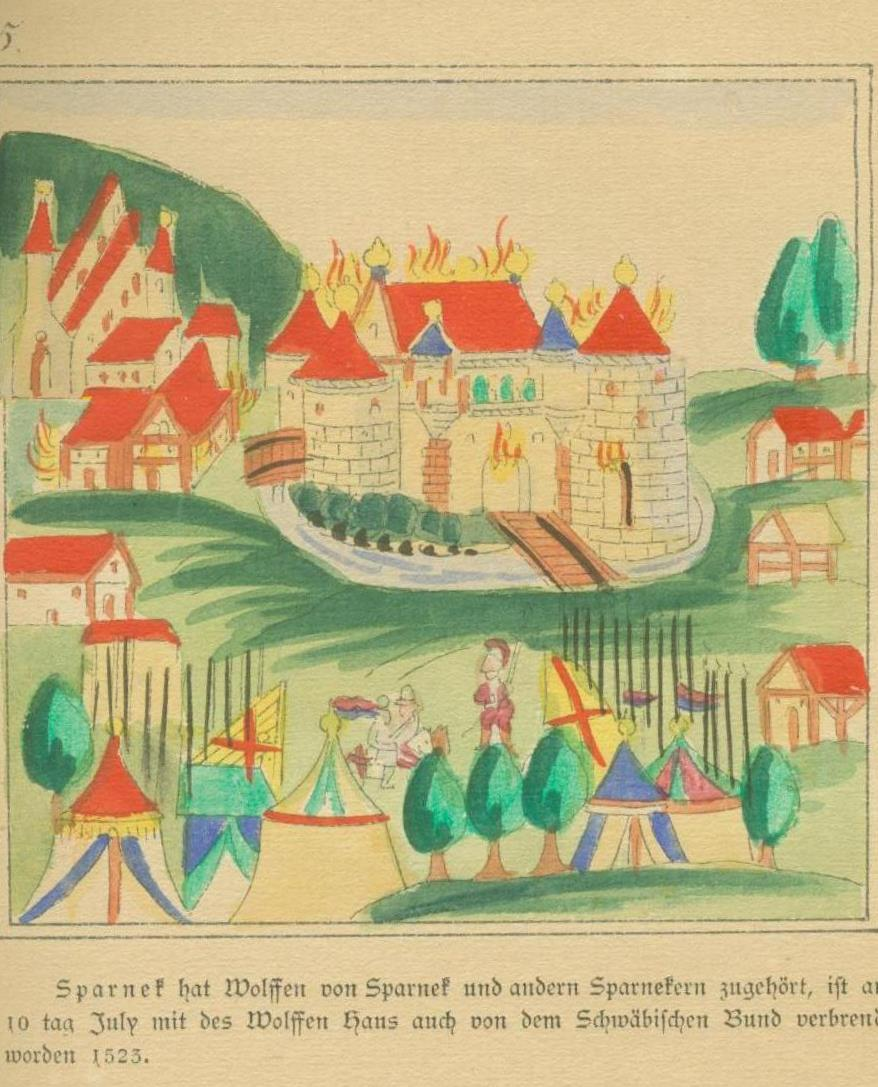
Frei modifizierte Ansicht der Zerstörung des Sparnecker Rittersitzes veröffentlicht von Joseph Baader um 1880

Spätere Autoren haben die Wandereisen-Holzschnitte aufgegriffen und es existieren mindestens zwei Serien veränderter Bilder.
Im Stadtarchiv Nürnberg ist in einer Nürnberger Chronik aus dem frühen 17. Jahrhundert aus dem Bestand der Patrizierfamilie von Praun eine Bilderserie in Anlehnung an die Holzschnitte festgehalten. Es handelt sich dabei um farbige Abbildungen, die die Originale in einer stark vereinfachten Form darstellen. Das Motiv ist auf die Burganlage reduziert, Details sind ungenau, Soldaten sind entfernt, Flammen sind vor allem auf die Obergeschosse beschränkt und lassen gewollt den Blick auf die Baulichkeiten frei.
Der Geschichtsforscher Joseph Baader hat im 19. Jahrhundert quadratische Bilder veröffentlicht, die sehr frei ergänzt bzw. reduziert wurden und die Burganlagen durch weitere Stockwerke oder zusätzliche Gebäudeteile übertrieben darstellen. Die Sparnecker Anlage wird beispielsweise mit vier Türmen an jeder Gebäudeecke (statt einem) gezeigt, die Dachkonstruktionen der Türme und des Haupthauses wurden frei ergänzt. Die Turmspitzen, die Erker und die Gebäudegiebel enden in einer kugelförmig aufgesetzten Zierde (siehe z. B. Turmkugel). Die Häuser der Umgebung wurden nur annähernd an der ursprünglichen Position gezeichnet und auch Details der Fachwerkkonstruktion wurden verändert. Solche phantasievollen Veränderungen, die aus einem Zeitgeschmack heraus wirkliche Begebenheiten verklären, tragen eher zur Legendenbildung bei.

## Umstrittene Urheberschaft
In seinem Aufsatz Die Holzschnitte von 1523 als Bildbericht des Fränkischen Krieges und der Absberg Fehde konnte Adrian Roßner 2015 nachweisen, dass Hans Wandereisen, der erst 1531 erstmals quellenmäßig fassbar wird und selbst dann nur einen relativ kleinen Betrieb unterhielt, nicht als Urheber der Holzschnittfolge in Frage kommt. Sie stammen Roßners Forschung zufolge vom Nürnberger Holzschnitzer Wolfgang Resch, der sie anschließend in der Druckerei Johann Stuchs vervielfältigen ließ. Erst nach Reschs Tod heiratete Hans Wandereisen dessen Witwe, Anna Reschin, womit er auch die Werkstatt des Meisters mitsamt verschiedener erhalten gebliebener Druckstöcke übernahm. Einige davon – darunter auch die Burgendarstellungen – gab er anschließend bis 1545 unter seinem Namen noch einmal neu heraus. Von dieser zweiten Auflage der Holzschnitte, die nicht mehr als Propagandamittel verteilt, sondern als Kunstwerk an Nürnberger Familien verkauft wurden, leiten sich die im Germanischen Nationalmuseum Nürnberg erhalten gebliebenen Exemplare ab. Bei den in dieser Zusammenstellung ausführlich beschriebenen Darstellungen aus dem Burgenbuch der Bamberger Staatsbibliothek handelt es sich indes um die von Resch bereits 1523 angefertigten Originale.

### Moderne Fachliteratur zu den Holzschnitten
- Peter Ritzmann: „Plackerey in teutschen Landen“. Untersuchungen zur Fehdetätigkeit des fränkischen Adels im frühen 16. Jahrhundert und ihrer Bekämpfung durch den Schwäbischen Bund und die Reichsstadt Nürnberg, insbesondere am Beispiel des Hans Thomas von Absberg und seiner Auseinandersetzung mit den Grafen von Oettingen (1520–1531). Dissertations-Verlag NG-Kopierladen GmbH., München 1995, ISBN 3-928536-50-8 (Zugleich: München, Universität, Dissertation, 1994).
- Adrian Roßner: Die Holzschnitte von 1523 als Bildbericht des Fränkischen Krieges und der Absberg-Fehde. In: Archiv für Geschichte von Oberfranken. Bd. 95, S. 69–102
- Reinhardt Schmalz: Der Fränkische Krieg 1523 und die Schuld der Sparnecker. In: Archiv für Geschichte von Oberfranken. Bd. 85, 2005, S. 151–158.
- Steffen Schwarz: Die neuere Veste auf dem Waldstein – Die Westburg. Eine burgenkundliche Abhandlung durch Vergleich, Bearbeitung und Auswertung der vorhandenen Quellen und der sichtbaren Ruinenreste der neueren, westlichen Burganlage auf dem Großen Waldstein. (unveröffentlichtes Manuskript).
- Thomas Steinmetz: Conterfei etlicher Kriegshandlungen von 1523 bis in das 1527 Jar – Zu Burgendarstellungen über die „Absberger Fehde“ oder den „Fränkischen Krieg“. In: Beiträge zur Erforschung des Odenwaldes und seiner Randlandschaften. Bd. 4, 1986, ZDB-ID 553263-2, S. 365–386.

### Klassische Fachliteratur zu den Holzschnitten
- Joseph Baader: Die Fehde des Hans Thomas von Absberg wider den schwäbischen Bund. Ein Beitrag zur Culturgeschichte des sechszehnten Jahrhunderts. Kellerer, München 1880.
- Joseph Baader (Hrsg.): Verhandlungen über Thomas von Absberg und seine Fehde gegen den Schwäbischen Bund 1519 bis 1530. (= Bibliothek des Litterarischen Vereins in Stuttgart. Jg. 27, Publication 1 = Publication 114, ZDB-ID 519450-7). Auf Kosten des Litterarischen Vereins, Tübingen 1873, Digitalisat.
- Johann Heilmann: Kriegsgeschichte von Bayern, Franken, Pfalz und Schwaben von 1506 bis 1651. Band 1: Kriegsgeschichte und Kriegswesen von 1506–1598. Literarisch-artistische Anstalt der G. J. Cotta’schen Buchhandlung, München 1868, Digitalisat.
- Karl Hofmann: Die Jagst- und Taubergegend im fränkischen Krieg 1523. In: Fränkische Blätter. Monatsschrift für Heimatkunde des badischen Frankenlandes. Bd. 6, Nr. 6, 1923, ZDB-ID 801842-x.
- Karl Klüpfel: Urkunden zur Geschichte des Schwäbischen Bundes (1488–1533) (= Bibliothek des Litterarischen Vereins in Stuttgart. Bd. 31). Theil 2: 1507–1533. Auf Kosten des Litterarischen Vereins, Stuttgart 1853, Digitalisat.
- Karl Freiherr von Reitzenstein: Der Schwäbische Bund in Ober-Franken oder des Hauses Sparneck Fall 1523. Akten zur fränkischen Geschichte. Kühn, Weimar 1859, Digitalisat.
- Ludwig Zapf: Buschkleppertum im 16. Jahrhundert. In: Ludwig Zapf: Fichtelgebirgs-Album. Natur-, Kultur- und Geschichtsbilder. Eine Nachlese zur Fichtelgebirgsliteratur. Rudolf Lion, Hof 1892, S. 66–74.

### Weitere verwendete Literatur
- Peter Braun: Die Herren von Sparneck. Stammbaum, Verbreitung, Kurzinventar. In: Archiv für die Geschichte von Oberfranken. Bd. 82, 2002, S. 71–106.
- Karl Heinz Kalb: Zum Wesen der Kriegsführung am Beginn der Neuzeit. Ihre Auswirkungen am oberen Main (= Amtlicher Schulanzeiger für den Regierungsbezirk Oberfranken. Heimatbeilage. Nr. 58, ZDB-ID 583304-8). Regierung von Oberfranken, Bayreuth 1977.